# Вінтроп (Вашингтон)
Вінтроп (англ. Winthrop) — місто (англ. town) в США, в окрузі Оканоган штату Вашингтон. Населення — 504 особи (2020).

## Географія
Вінтроп розташований за координатами 48°28′19″ пн. ш. 120°10′44″ зх. д. / 48.47194° пн. ш. 120.17889° зх. д. (48.471927, -120.179027).  За даними Бюро перепису населення США в 2010 році місто мало площу 2,44 км², уся площа — суходіл.

### Клімат
| Клімат : Вінтроп        | Клімат : Вінтроп | Клімат : Вінтроп | Клімат : Вінтроп | Клімат : Вінтроп | Клімат : Вінтроп | Клімат : Вінтроп | Клімат : Вінтроп | Клімат : Вінтроп | Клімат : Вінтроп | Клімат : Вінтроп | Клімат : Вінтроп | Клімат : Вінтроп | Клімат : Вінтроп |
| Показник                | Січ.             | Лют.             | Бер.             | Квіт.            | Трав.            | Черв.            | Лип.             | Серп.            | Вер.             | Жовт.            | Лист.            | Груд.            | Рік              |
| Абсолютний максимум, °C | 13,9             | 16,7             | 25,0             | 31,7             | 37,8             | 37,8             | 41,1             | 40,6             | 37,8             | 30,6             | 20,0             | 12,2             | 41,1             |
| Середній максимум, °C   | −1,3             | 3,5              | 10,3             | 16,8             | 21,7             | 25,6             | 29,8             | 29,9             | 25,0             | 16,9             | 4,9              | −1,7             | 15,2             |
| Середній мінімум, °C    | −10,8            | −8               | −3,8             | −0,3             | 3,8              | 7,3              | 9,4              | 9,2              | 4,2              | −0,8             | −4,4             | −10,2            | −0,3             |
| Абсолютний мінімум, °C  | −35,6            | −33,3            | −23,3            | −10,6            | −6,7             | −2,2             | −0,6             | −1,1             | −7,8             | −15              | −27,2            | −44,4            | −44,4            |
| Норма опадів, мм        | 51               | 38               | 27               | 20               | 26               | 27               | 20               | 18               | 15               | 24               | 51               | 66               | 383              |
| Днів з опадами          | 10,7             | 8,5              | 6,6              | 5,9              | 7,1              | 7,7              | 4,8              | 4,8              | 4,5              | 5,8              | 11,8             | 12,2             | 90,4             |
| Днів зі снігом          | 8,8              | 4,4              | 1,9              | 0,0              | 0,0              | 0,0              | 0,0              | 0,0              | 0,0              | 0,4              | 4,7              | 10,8             | 31,0             |
| ----------------------- | ---------------- | ---------------- | ---------------- | ---------------- | ---------------- | ---------------- | ---------------- | ---------------- | ---------------- | ---------------- | ---------------- | ---------------- | ---------------- |
| Джерело: NOAA           |                  |                  |                  |                  |                  |                  |                  |                  |                  |                  |                  |                  |                  |

## Демографія
Згідно з переписом 2010 року, у місті мешкали 394 особи в 205 домогосподарствах у складі 109 родин. Густота населення становила 162 особи/км².  Було 300 помешкань (123/км²).
Расовий склад населення:
| - 97,5 % — білих - 0,5 % — чорних або афроамериканців - 0,3 % — азіатів |

До двох чи більше рас належало 1,0 %. Частка іспаномовних становила 4,3 % від усіх жителів.
За віковим діапазоном населення розподілялося таким чином: 17,8 % — особи молодші 18 років, 63,2 % — особи у віці 18—64 років, 19,0 % — особи у віці 65 років та старші. Медіана віку мешканця становила 47,9 року. На 100 осіб жіночої статі у місті припадало 96,0 чоловіків;  на 100 жінок у віці від 18 років та старших — 90,6 чоловіків також старших 18 років.
Середній дохід на одне домашнє господарство  становив 47 985 доларів США (медіана — 40 938), а середній дохід на одну сім'ю — 63 334 долари (медіана — 65 972). За межею бідності перебувало 17,0 % осіб, у тому числі 25,7 % дітей у віці до 18 років та 11,9 % осіб у віці 65 років та старших.
Цивільне працевлаштоване населення становило 169 осіб. Основні галузі зайнятості: мистецтво, розваги та відпочинок — 26,0 %, освіта, охорона здоров'я та соціальна допомога — 26,0 %, сільське господарство, лісництво, риболовля — 15,4 %, науковці, спеціалісти, менеджери — 14,8 %.